# Benamargosa
Benamargosa er en by og kommune i det sydlige Spanien i provinsen Málaga. Den har et indbyggertal på 1.552 (2024) indbyggere.